# Bahnstrecke Fengersfors bruk–Ärr
| Streckenlänge: | 2,54 km             |                  |                  |
| Spurweite: | 600 mm (Schmalspur) |                  |                  |
| Maximale Neigung: | 25 ‰                |                  |                  |
| Minimaler Radius: | 100 m               |                  |                  |
| |                     |                  |                  |
| \| \| \| Knarrbysjön \| \| \| \| 0 \| Fengersfors bruk \| Fengersfors bruk \| \| \| \| \| \| \| \| \| vom Holzplatz \| \| \| \| ~ 1,6 \| Fröskogsån \| Fröskogsån \| \| \| 2,54 \| Ärrsjön \| Ärrsjön \| |                     |                  |                  |
| Betriebsstelle Streckenanfang (Strecke außer Betrieb) |                     | Knarrbysjön      | Knarrbysjön      |
| Strecke (außer Betrieb) · Betriebs-/Güterbahnhof Streckenanfang (Strecke außer Betrieb) | 0                   | Fengersfors bruk | Fengersfors bruk |
| Abzweig nach links und von links (Strecke außer Betrieb) · Strecke nach rechts (außer Betrieb) |                     |                  |                  |
| Abzweig geradeaus und von rechts (Strecke außer Betrieb) |                     | vom Holzplatz    | vom Holzplatz    |
| Brücke über Wasserlauf (Strecke außer Betrieb) | ~ 1,6               | Fröskogsån       | Fröskogsån       |
| Betriebs-/Güterbahnhof Streckenende (Strecke außer Betrieb) | 2,54                | Ärrsjön          | Ärrsjön          |

Die Bahnstrecke Fengersfors bruk–Ärr war eine schwedische Feldbahnstrecke mit einer Spurweite von 600 mm in der Provinz Västra Götalands län und der historischen Provinz Dalsland. Sie verband den Industriekomplex Fengersfors bruk mit dem See Ärr.

## Geschichte
Einer Eisenhütte folgte ab 1882 an gleicher Stelle eine Papierfabrik, für die eine 2,54 km (nach anderer Quelle 2,7 km) lange Bahnstrecke errichtet wurde.
Ziel des Bahnbaus war es, den Anleger am See Ärr einfacher und kostengünstiger als mit Pferdefuhrwerken zu erreichen. Ab dem Anleger existierte seit 1872 über zwei Schleusen eine Verbindung mit dem Dalsland-Kanal und damit auch mit Ost- und Nordsee.
Nach Stellungnahme der Genehmigungsbehörde am 31. März 1919 wurde die Konzession für den Bau am 16. Mai desselben Jahres erteilt. Die Konzessionsbedingungen waren: Baubeginn spätestens 1. Juli 1920, Eröffnung spätestens 1. Juli 1921, Länge 2,5 km, Schienengewicht 10 kg/m, maximale Steigung 25 ‰, minimaler Kurvenradius 100 m.
Die Arbeiten begannen sofort. Bei der Inspektion im Jahr 1920 wurde bekannt gegeben: Die Trassierung war auf 1850 m in der Nähe von Fängersfors und die Schienenverlegung auf 1650 m durchgeführt. Die Widerlager für die Brücke über den Fröskogsån waren gemauert. Dann traten Probleme auf. 1921 hieß es: Der Bahnbau war im Laufe des Jahres fast fertig gestellt worden. Für 1922 wurde veröffentlicht: Die Trassierung war 3/4 abgeschlossen. Die Arbeiten waren wegen verzögerter Enteignungsverfahren eingestellt worden. Bis um 1926 wurde die Bahnstrecke jedes Jahr als „fast fertig“ aufgeführt. Die Strecke wurde wahrscheinlich 1927 oder etwas später eröffnet.
Neben dem Hauptgleis zum Anleger am See Ärr gab es ein Nebengleis zum höher gelegenen See Knarrby nördlich der Fabrik sowie mehrere im Bereich des Holzplatzes.
1959 wurde der Bahnbetrieb eingestellt, die Strecke abgerissen und die Schienen und Fahrzeuge verkauft. 1975 waren auf dem Werksgelände noch einige Meter Schienen vorhanden.
Das Planum wird heute größtenteils für Straßen und Wege genutzt. Ein Wiederaufbau für touristische Zwecke wurde diskutiert, aber bisher nicht realisiert.

## Betrieb
Ladung wurde in beiden Richtungen befördert, Kohle, Kalk und Chemikalien vom See bergauf zur Fabrik, und Papierballen in der Gegenrichtung.
Der Betrieb wurde mit einer Diesellokomotive aufgenommen, die sich aber als zu schwach erwies. Daher wurde sie 1930 durch eine 1919 von Orenstein & Koppel gebaute Dampflokomotive mit der Fabriknummer 7387 ersetzt. Diese Bt-Lokomotive wurde an AB Järnvägsmateriel geliefert und zu einem nicht bekannten Zeitpunkt an AB Svenska Denofa (De Norske Fabriker i Fredriksstad) in Nödinge verkauft. 1930 kam sie wiederum über AB Järnvägsmateriel nach Fengersfors. Sie wurde 1958 abgestellt und verschrottet.